# أرتيوم أرخيبوف
أرتيوم أرخيبوف (الروسية: Артём Архипов) هو لاعب كرة قدم روسي في مركز الهجوم، ولد في 15 ديسمبر 1996 في تامبوف في روسيا. لعب مع شاختيور سوليجورسك.

## وصلات خارجية
- أرتيوم أرخيبوف على موقع قاعدة بيانات كرة القدم.إي يو (الإنجليزية)
- أرتيوم أرخيبوف على موقع Soccerway.com (الإنجليزية)
- أرتيوم أرخيبوف على موقع عالم كرة القدم.نت (الإنجليزية)